# Ободовский, Платон Григорьевич
Платон Григорьевич Ободовский (27 ноября [9 декабря] 1803, Галич, Костромская губерния — 10 [22] февраля 1864, Санкт-Петербург) — русский писатель, драматург, педагог.

## Биография
Происходил из дворян. Родился 27 ноября (9 декабря) 1803 года в Галиче, в семье врача. Его братья: профессор А. Г. Ободовский (1796—1852) и генерал-майор Н. Г. Ободовский (?—1871).
Окончил Санкт-Петербургское высшее училище. Начал службу 26 января 1823 года в ведомстве Коллегии иностранных дел. В 1824 году поступил «комнатным надзирателем» в Санкт-Петербургскую третью гимназию, где вскоре начал преподавать российскую и латинскую грамматики; в 1824 году ему было также поручено давать уроки русского языка в петербургском Воспитательном доме.
Его со школы тянуло к литературной деятельности и в 1827 году он оставил службу при гимназии, а в 1830 году прекратил педагогические занятия и в Воспитательном доме, получив в 1829 году чин титулярного советника. с 1830 по 1835 год учился в Европе: слушал лекции в Мюнхене, Гейдельберге, Берлине, Штутгарте, а также в Женевском университете, где получил диплом доктора философии.
Возвратившись в Петербург, в мае 1835 года  Ободовский поступил на службу переводчиком по министерству иностранных дел, в департамент внутренних сношений. В 1839 году он был назначен инспектором классов в Екатерининское училище и занимал эту должность до своей смерти. Одновременно, с 1840 года он был профессором российской словесности в Главном Педагогическом институте.
В 1841 году был приглашён преподавать русский язык великим князьям Константину, Николаю и Михаилу Николаевичам и великой княжне Александре Николаевне.
По службе дошёл он до чина действительного статского советника (с 14.09.1856) и имел ордена: Св. Анны 2-й степени с императорской короной, Св. Владимира 3-й степени, Св. Станислава 1-й степени.

## Творческая биография
Ещё в 1822 году он стал сотрудничать с журналом «Благонамеренный». Увлёкся драматическими переводами и его первый перевод имел успех и в 1829 году В. А. Каратыгин охотно поставил в свой бенефис трагедию Шиллера «Дон Карлос» в переводе Ободовского. Он перевёл и переделал 26 пьес, многие из которых предназначались специально для В. А. Каратыгина, отношения с которым переросли в многолетнюю дружбу. Среди них: («Заколдованный дом» (авторизованный перевод пьесы Йозефа фон Ауффенберга, 1836), «Отец и дочь», «Гризельда», «Первая и последняя любовь Карла XII», «Братья-купцы», «Дон Карлос», «Велизарий», «Прародительница», «Иоанн Герцог Финляндский», «Кипрский венец», «Гризельда», «Христина королева Шведская», «Марианна, или Герцогиня и Нищий», «Чёрный Корсар», «Камоэнс», «Брачное свидетельство», «Ужасный замок», «Проклятие матери», «Арфистка», «Карл V в Нидерландах», «Четверо часовых у одной будки» — многие переводы сделаны в стихах и с заметными авторскими искажениями оригинальных текстов; среди оригинальных авторских пьес — «Царь Василий Иоаннович Шуйский», «Князь Александр Михайлович Тверской», «Боярское Слово, или Ярославская кружевница», «Русская боярыня XVII века», «Камилл — Диктатор Римский», «Боярин Матвеев».

 
Особенный успех выпал на долю «Велизария» — переделанная им с немецкого языка пятиактная драма в стихах, 
в своё время подавшая повод написать Белинскому одну из лучших своих статей, посвящённых критике театральных представлений. «Велизарий», поставленный в первый раз в 1839 году, по словам Вольфа, имел успех колоссальный и сделался одной из капитальных пьес русского репертуара, а по воспоминаниям Леонидова эту драму давали и иногда для усиления сбора на Большом театре. 

Ободовский был, безусловно, одним из репертуарных авторов театральной жизни XIX столетия, они ставились на сценах императорских театров Петербурга и Москвы, в них блистали В. А. Каратыгин, А. М. Колосова, П. С. Мочалов, Л. Л. Леонидов, П. Г. Степанов и многие другие легендарные артисты, тем не менее его пьесы не являются высокохудожественными произведениями и многие заслуженно забыты: 
автору не только не удавалось удовлетворительно воссоздать изображаемую эпоху, он не мог дать резко и ярко или правильно очерченных типов; можно сказать, что оригинальные пьесы Ободовского написаны им по шаблону тех многочисленных немецких пьес, сбивающихся на мелодраму, которые он часто предлагал русской публике в переводе. Критика в большинстве случаев относилась к Ободовскому благосклонно; общее мнение признавало за Ободовским более трудолюбия, чем таланта. Он был выше многочисленной толпы современных ему драматургов, но дарование его не переходило границ посредственности. В ряду драматургов имя его помещали обыкновенно вслед за Кукольником и Полевым. Полного собрания сочинений Ободовского нет. 
Напечатал ряд стихотворений в журналах и отдельными сборниками: «Царский Цветник», 1840, «Хиосский Сирота», поэма в стихах, 1828 и другие), опубликовал много статей в журналах «Благонамеренный», «Репертуар и Пантеон», «Литературная Газета», «Соревнователь просвещения», «Северная пчела», «Славянин», «Галатея», «Сын Отечества», «Новости литературы», «Маяк», «Репертуар».
Демократическая критика (Белинский, Добролюбов) в целом не жаловала произведения Ободовского.
Скончался 10 (22) февраля 1864 года. Похоронен на Смоленском православном кладбище.